# Żydówko
Żydówko – wieś w Polsce położona w województwie wielkopolskim, w powiecie gnieźnieńskim, w gminie Łubowo.
Wieś duchowna, własność kapituły katedralnej gnieźnieńskiej, pod koniec XVI wieku leżała w powiecie gnieźnieńskim województwa kaliskiego. W latach 1975–1998 miejscowość administracyjnie należała do województwa poznańskiego.
W pobliżu wsi znajduje się jezioro Żydówko.

## Galeria

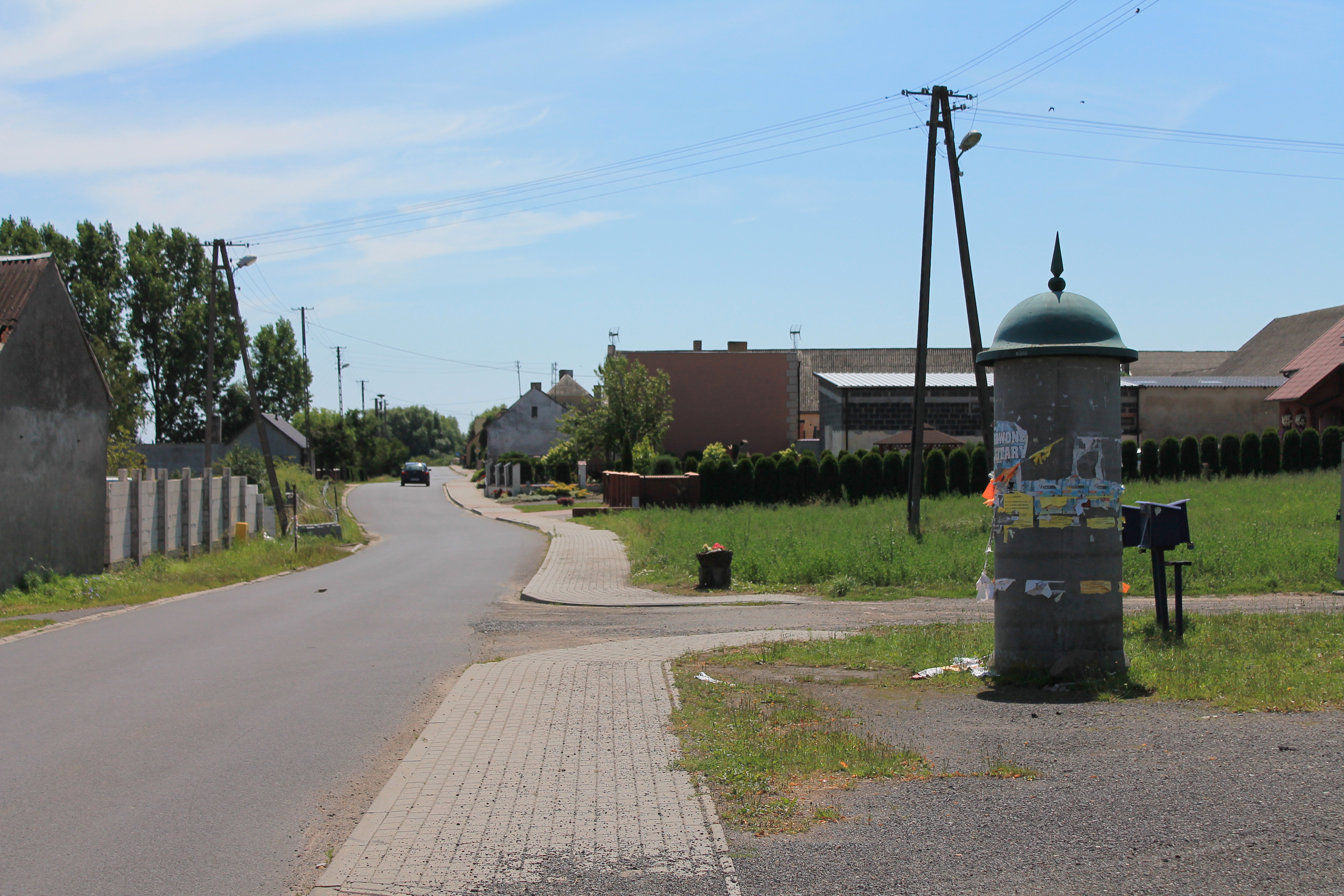
Droga przez wieś
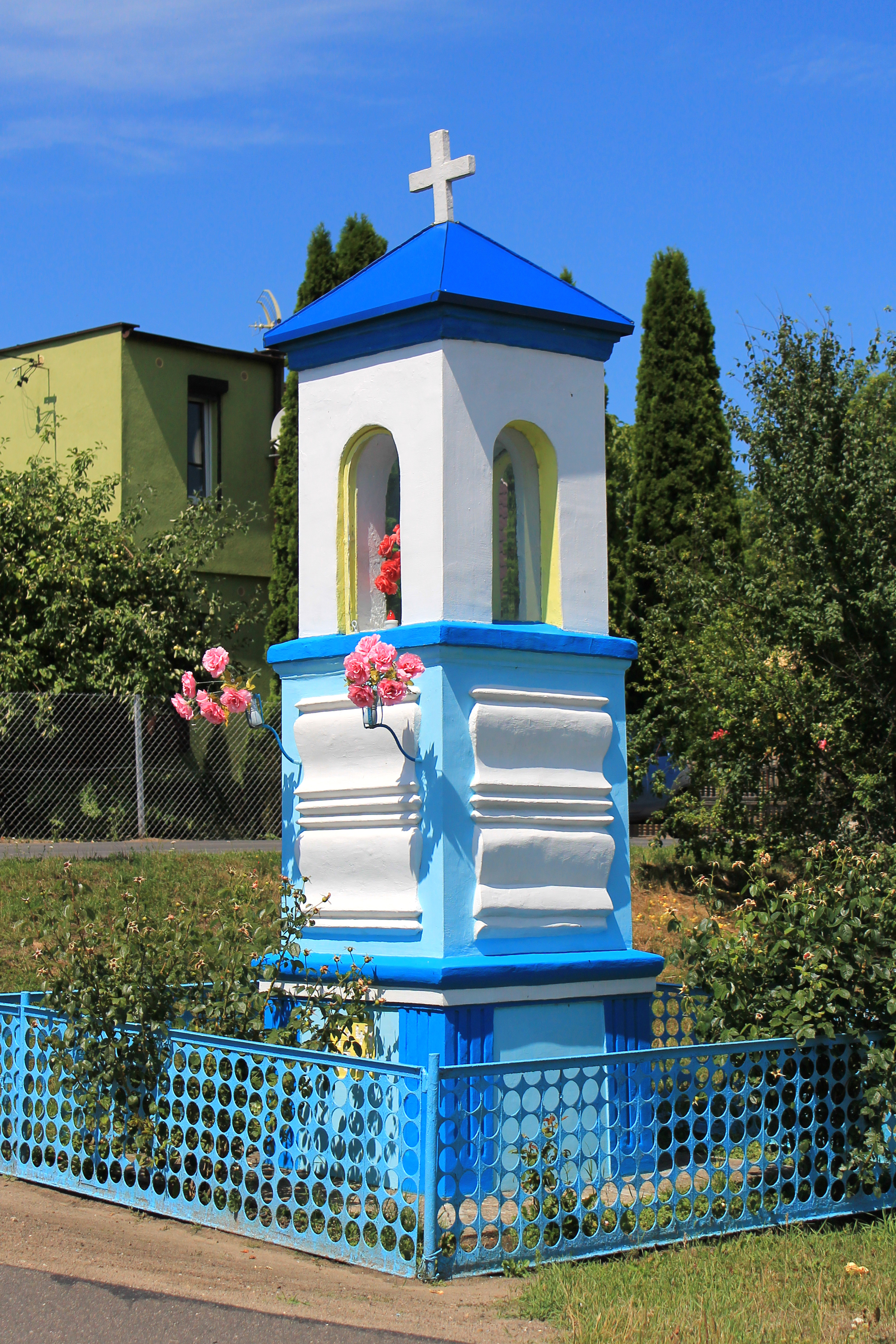
Kapliczka przydrożna
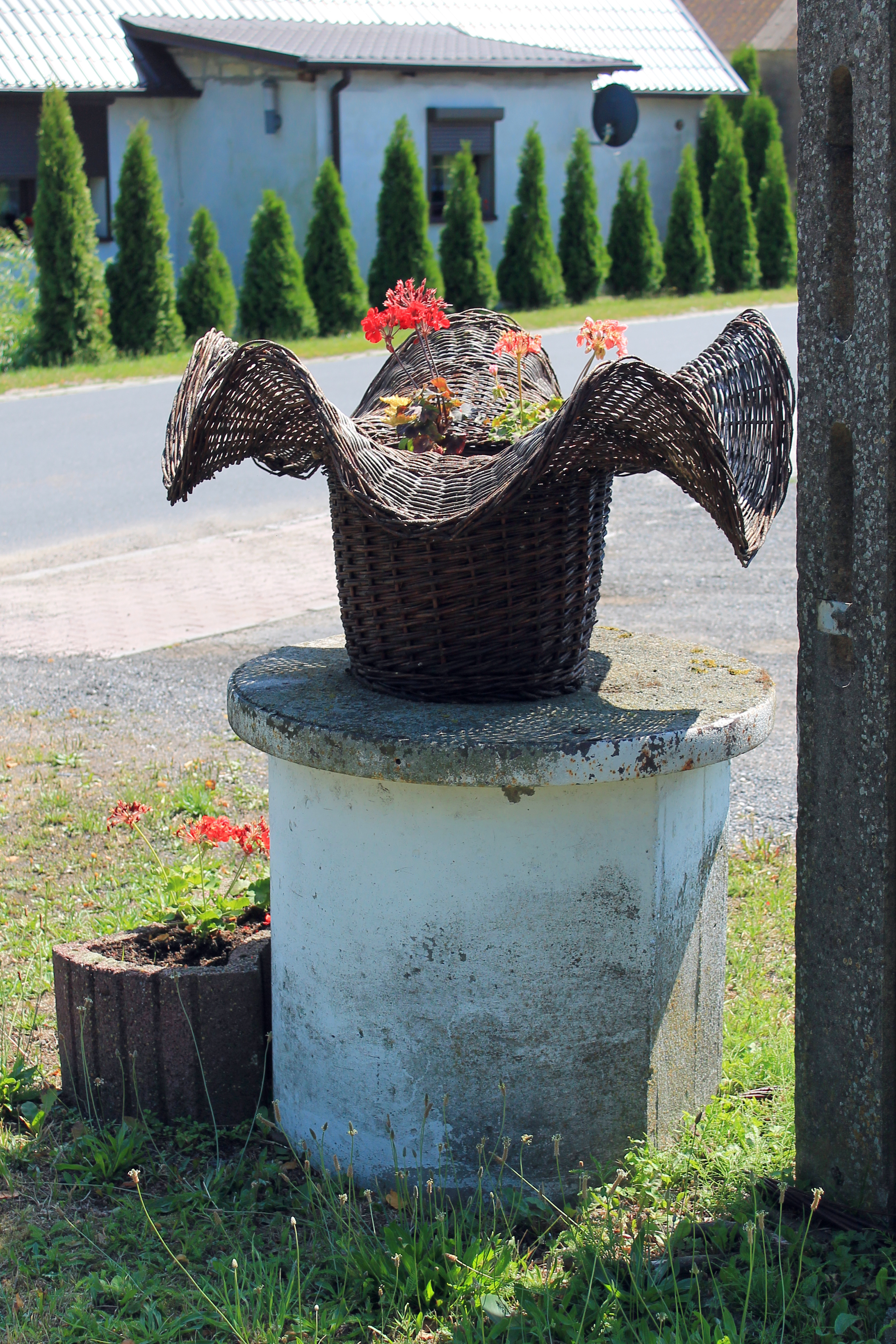
Ozdoba przy drodze
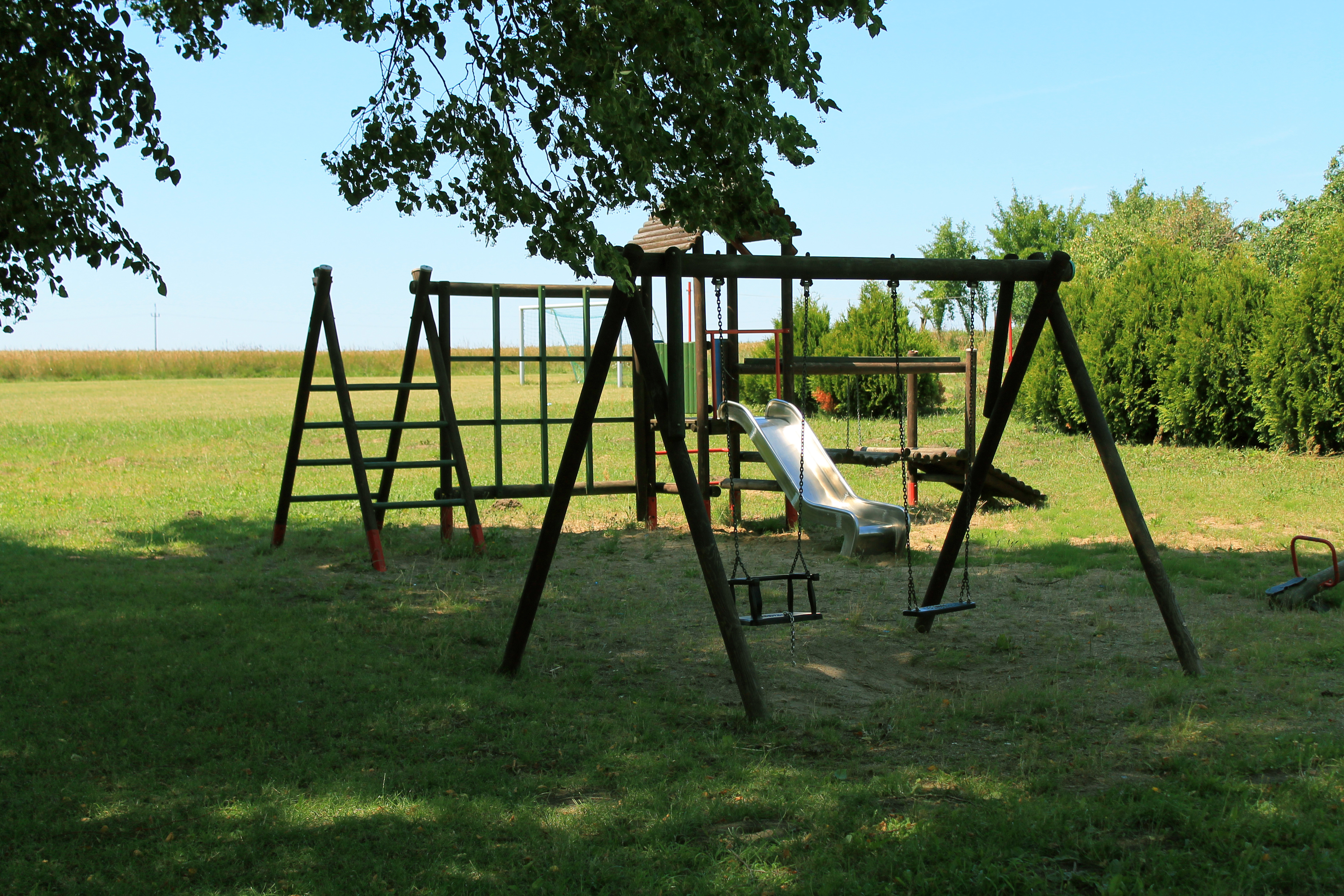
Plac zabaw